# Марта (жена Миндовга)
Марта, Марфа (лит. Morta; ум. 1263) — великая княгиня литовская, вторая жена литовского короля Миндовга. Королева-консорт Литвы.

## Биография
Языческое имя Марты неизвестно. Единственное, что можно сказать о её происхождении, написано в комментариях к договору между Литвой и Галицко-Волынским княжеством (1219). В нём говорится, что Миндовг убил многих членов рода Булайчяй, включая принца Висмантаса, чью жену, Марту, литовский король забрал себе. Возможно, Марфа родилась в Шяуляе.
О её жизни немного написано в «Ливонской рифмованной хронике». В ней Марта представляется мудрой женщиной, которая консультировала своего мужа относительно политических вопросов. Согласно хронике, Марфа поддержала обращение литовцев в христианство, выступила против Тройната и защищала христиан, когда Миндовг вновь обратился в язычество. Принимая во внимание её поддержку христианам и то, что её языческое имя неизвестно, литовский учёный Римвидас Петраускас предположил, что Марта была крещена раньше Миндовга (он был крещён в 1251 году).
После смерти Марты Миндовг захотел жениться на её сестре, которая тогда была замужем за будущим псковским князем Довмонтом.

## Семья
Достоверно неизвестно, сколько было всего сыновей у Марты. Два сына, Реплис и Герстукас, упоминаются в пакте 7 августа 1261 года, по которому Миндовг передал всю литовскую Селию Ливонскому ордену. Согласно Ипатьевской летописи, в 1263 году два сына Миндовга, Руклис и Рупейкис, были убиты вместе с отцом. Это единственная найденная информация о семье Марты, и поэтому историки спорят, было ли у неё всего два сына, чьи имена исказились средневековыми писателями, или всё же было четыре сына.